# 花前裕太
花前 裕太（はなまえ ゆうた）は、埼玉県さいたま市出身の日本のトレーナー、柔道整復師、鍼灸師。
数多くの著名人やトップアスリートのコンディショニング面やトレーニング面で活動をサポート。

## 来歴
埼玉県さいたま市生まれ。埼玉県立大宮東高等学校をへて、2012年  呉竹医療専門学校 柔道整復科卒業。
2015年  呉竹医療専門学校 鍼灸科卒業後、亀田三兄弟の専属トレーナーに就任しアメリカ合宿や世界戦に帯同。
2018年  当時サッカー日本代表、岡崎慎司選手の専属トレーナーに就任しレスター・シティFCに帯同。
2020年  兵庫県神戸市に新長田はなまえ整骨院を開院。
2021年  株式会社LestartRを設立。
2022年  兵庫県明石市に西明石はなまえ整骨院を開院。
2023年  日本プロサッカーリーグ J3リーグ所属FC琉球へ株式会社LestartRからトレーナー派遣。
2024年  兵庫県神戸市に西神中央はなまえ整骨院を開院。
2024年  環太平洋大学の客員講師に就任。

## 資格
- 柔道整復師
- 鍼灸師
- 臨床実習指導者
- 食育アドバイザー